# Zouk Mikael
Zouk Mikael (arabisch ذوق مكايل, DMG Ḏūq Mikāyil, auch Zuq Mikha'il oder Zouk Mkayel) ist eine nördliche Vorstadt von Beirut im Distrikt Keserwan des Gouvernements Libanonberg im Libanon. Die Zahl der überwiegend christlichen Einwohner (Melkiten, Maroniten) des Ortes beträgt knapp 50.000 Personen.

## Kultur
Der Orden der 1737 gegründeten melkitischen Basilianerschwestern von Choueir errichtete hier sein erstes Kloster.
Im Kern der Stadt gibt es einen 1995 mit Arkaden und Cafés modernisierten osmanischen Markt (Suq).
Die UNESCO listet Zouk Mikael als Stadt des Friedens 1999.
2018 fanden im Nouhad Nawfal Sports Complex Qualifikationsspiele der Asiengruppe zur Basketball-Weltmeisterschaft 2019 statt.

## Städtepartnerschaften
Partnerstadt ist Rueil-Malmaison in Frankreich.